# San Esteban (León)
El barrio de San Esteban está situado al norte de la ciudad de León, España. Abarca la zona comprendida entre el último tramo de la Avenida Padre Isla y la Avenida de Asturias.
Destaca por lo pronunciado de sus calles. Dispone de dos colegios: el Colegio Público Anejas y el Colegio Público San Isidoro. Está equipado con un Pabellón municipal donde se disputan varias competiciones nacionales y locales. Es el feudo del Cleba, equipo que juega en la máxima categoría del balonmano femenino español.
- Datos: Q6118638